# نجميانيات
النجميانيات (الاسم العلمي: Asteridae) هي صنف نباتي يتبع طائفة ثنائيات الفلقة من صف الكاسيات البذور.

## رتب النجميانيات
- خيميات خيميات
- بهشيات
- نجميات (باللاتينية: Asterales)
- حمحميات
- مشيكيات
- جريسيات Campanulales
- قرانيات
- Desfontainiales
- ممشقيات
- خلنجيات خلنجيات
- شرابيات الحرير
- جنطيانيات (باللاتينية: Gentianales)
- جودينيات Goodeniales
- Hydrangeales
- Icacinales
- شفويات (باللاتينية: Lamiales)
- Metteniusales
- شبه مخفيات
- كاسرات الحجر
- باذنجانيات (باللاتينية: Solanales)
- قلميات (باللاتينية: Stylidiales)
- Theales